# Money Power Glory
«Money Power Glory» (с англ. — «Деньги. Власть. Слава.») — песня американской певицы и автора песен Ланы Дель Рей с третьего студийного альбома Ultraviolence. Авторами трека являются сама певица и музыкант Грег Кёрстин. Продюсером трека также выступил Кёрстин. Композиция была выпущена 13 июня 2014 года вместе с треками альбома Ultraviolence.

## История создания

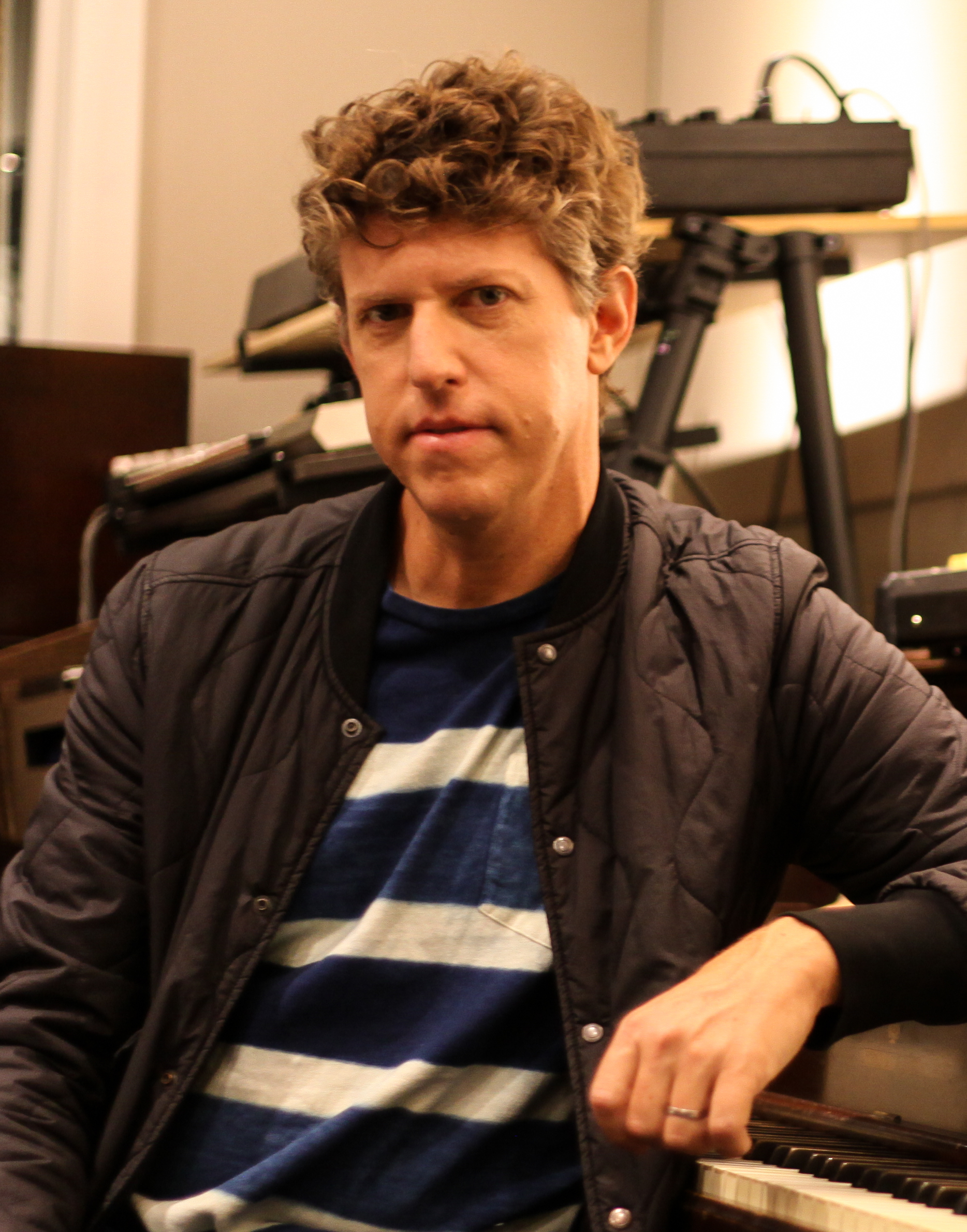
Соавтор и продюсер трека «Money Power Glory», Грег Кёрстин.

Песня «Money Power Glory» была написана Ланой Дель Рей в сотрудничестве с музыкантом и продюсером Грегом Кёрстином; продюсером также выступил Кёрстин. Запись трека прошла в 2013 году на личной студии Кёрстина, Echo Studio, находящейся в Лос-Анджелесе, штат Калифорния. Песня была выпущена 13 июня 2014 года, наряду с выходом альбома Ultraviolence на лейблах Interscope и Polydor. В интервью Грега Кёрстина для британского издания NME, продюсер заявил, что «Money Power Glory» была одной из первых написанных для пластинки Ultraviolence песен. Кёрстин подчеркнул: «Самым интересным было то, что на альбом попал именно оригинальный микс, который мы закончили в последний день совместной работы; мы не пересводили и не перезаписывали что-либо снова». Продюсер остался доволен результатом сотрудничества с певицей, сказав: «Ultraviolence один из тех альбомов, которые я слушаю снова и снова».
Название композиции «Money Power Glory» впервые было упомянуто Дель Рей в интервью для французского издания Libération Next. Интервьюер Мэри Оттэви заметила: «Все треки [альбома] менее ритмичны, чем хип-хоп-песни с битами, которые часто звучат на американских радиостанциях и каналах». Журналистка также сравнила звучание «Money Power Glory» с первым синглом в поддержку альбома Ultraviolence, «West Coast». Сама же Дель Рей подчеркнула: «Такие песни очень близки к тому стилю музыки, который я слушаю». В интервью французскому журналу Paris Match, Дель Рей также рассказала о теме композиции: «Я была счастлива, что мои песни кому-то нравятся, но, в то же время, несчастна из-за жестокого наплыва критики. Я не хочу ни денег, ни власти, ни славы, но обо мне это так часто говорили, что я решила высказаться. Некоторые композиции — это огромное „Да пошли вы!“ всем, кто думает за меня, думает, что знает, кто я такая и чего я хочу».
В интервью для британской газеты The Guardian, Лана Дель Рей рассказала о мотиве написания песни: «Я была скорее в язвительном настроении. Вроде, если всё, что мне разрешат иметь СМИ, это деньги, много денег, то пошло оно всё… Чего я действительно хотела, так это чего-то тихого и простого: общества писателей и уважения. <…> СМИ всегда ставят прилагательное перед моим именем, и это прилагательное не всегда бывает положительным». В аудио-интервью для немецкого подразделения издания MTV, Дель Рей охарактеризовала песню, и рассказала про сотрудничество с Кёрстином: «Я встретилась с человеком, которого никогда не встречала прежде — с Грегом Кёрстином. Я написала эту песню в таком состоянии, когда всё, что делаешь, кажется тщетным. СМИ обвиняли меня в том, что мне просто повезло, что я родилась богатенькой девочкой и будто я стремлюсь не просто к славе, а и к власти. Так что эта песня — некий саркастический ответ на эти нападки».

## Композиция и реакция критиков
Композиция «Money Power Glory» является психоделической рок-балладой. Записанная в тактовом размере в 4/4, и в тональности Соль минор, инструментарий песни состоит из таких инструментов, как гитара, бас-гитара, ударные и клавишные. Вокал Дель Рей охватывает диапазон от ноты Ре3 до Фа5. Песня звучит в довольно медленном темпе в 68 удара в минуту. Китти Эмпайр из британской газеты The Guardian похвалила композицию, заметив: «Дель Рей наконец вышла из мечты о шезлонге у бассейна, чтобы потребовать нечто иное, чем просто признание недоброжелателей. „Я использую их и всё, что у них есть“, — разглашает она, добавляя предательство дерзкой девочки (Дель Рей) в свой список устаревших женских выражений». Рецензент Саша Гиффен с сайта Consequence of Sound назвала композицию одной из лучших на пластинке, наряду с «West Coast» и «Old Money», прокомментировав: «Припев „Money Power Glory“ образует круг самых триумфальных мелодий Дель Рей, тогда когда в припевах „Shades of Cool“ и „West Coast“ содрогается печальное сопрано».
Рецензенты журнала Complex составили список лучших композиций Дель Рей, расположив «Money Power Glory» на восьмой позиции; говоря о лирике трека, Росс Скарано заметил: «Обет мести и молитва об успехе, „Money Power Glory“ — это тот момент в фильме, когда злодей раскрывает свой план беспомощному герою. Однако, это — момент Ланы Дель Рей, а значит, когда она раскрывает вам своё секретное оружие, вы должны аплодировать». Рецензент Кеннет Партридж из издания Billboard, оценивая треки Ultraviolence, прокомментировала: «Устав быть мямлей, Дель Рей наполнила эту агрессивную медленную песню настоящей злобой. „Ты должен бежать, мальчик, беги!“, — поёт она, исполняя эту строчку с неумолимой серьёзностью. Подобно тому, что она красит ногти, готовясь выжить из какого-нибудь богатого парня всё, чего он стоит». Эл Хорнер из издания NME назвал композицию одним из «манифестов» Дель Рей на диске, подчеркнув, что, как ему кажется, на треке исполнительница «находится в полу-религиозном экстазе при одной только мысли о превосходстве свойств „Money Power Glory“». Критик Кэрин Ганз из журнала Rolling Stone также затронула тему «обмена религии на деньги, силу и власть», отметив: «Большинство любовников Дель Рей недостойны любви, а её сражения непобедимы. Поэтому, когда она получает шанс обменять религию на „Money Power Glory“, выдающийся гимн, она цепляется за мечту и не отпускает».

## Концертное исполнение
Впервые Дель Рей исполнила песню «Money Power Glory» 15 июля 2014 года на концерте фестиваля «Live at the Marquee» в зале Доклендс города Корк, Ирландия, в рамках мирового турне Paradise Tour в поддержку одноимённого мини-альбома (2012). 17 июля того же года, Дель Рей выступила на фестивале «Каркасон», проходившем в Театре Жана Дешан в городе Каркасон, Франция, также исполнив композицию. Закрывая Европейскую часть тура Paradise, Дель Рей выступила во французском городе Сен-Клу, 24 августа 2014 года на фестивале «Рок на Сене» в парке Сен-Клу, где исполнила «Money Power Glory» в последний раз.

## Список композиций
| №  | Название            | Автор(ы)                    | Продюсер(ы) | Длительность |
| -- | ------------------- | --------------------------- | ----------- | ------------ |
| 7. | «Money Power Glory» | Лана Дель Рей, Грег Кёрстин | Кёрстин     | 4:30         |

## Участники записи
Данные взяты с сайта Discogs.
| - Лана Дель Рей — вокал, автор - Алекс Паско — дополнительное сведение - Джулиан Бёрг — дополнительное сведение | - Грег Кёрстин — автор, продюсер, гитара, бас-гитара, ударные, клавишные, сведение - Мастеринг проведён Джоном Дэвисом на студии Metropolis Studio, Лондон, Великобритания | - Песня записана на студии Echo Studio, Лос-Анджелес, Калифорния - Трек издан на Kurstin Music/EMI April Music Inc. (ASCAP)/Sony/ATV Music Publishing |